# Frédéric Vardon
Frédéric Vardon, né le 26 juin 1967 à Flers en Normandie, est un chef cuisinier français. Directeur associé de Corfou, il assure la direction de l’établissement : 
- Restaurant Le 39V Paris : une étoile au Guide Michelin dans l'édition 2012[1] (Paris 8e)

## Biographie

### Enfance
Frédéric Vardon est né le 26 juin 1967 à Flers en Normandie, d'un père charcutier-traiteur et d'une famille d'agriculteurs auprès desquels il a grandi.

### Apprentissage et parcours professionnel
De 1983 à 1985, il fait son apprentissage chez Jean-Pierre Morot-Gaudry (rue de la Cavalerie, Paris 7e).
De 1986 à 1987, il rejoint les cuisines d'Alain Dutournier dans son restaurant Le trou Gascon (rue Taine, Paris 12e).
En 1988, il intègre la brigade du chef 3 étoiles Alain Chapel à Mionnay dans le département de l'Ain jusqu'en 1994. 
De 1994 à 1996, Frédéric Vardon poursuit sa carrière chez Hédiard en tant que chef cuisinier conseil.  
De 1997 à 2006, il crée sa société et devient consultant culinaire pour le restaurant Coco et sa maison (rue Bayen, Paris 17e), le restaurant Senso de l'hôtel La Trémoille (rue de la Trémoille, Paris 8e) ainsi que pour Le Café de L'Homme (Place du Trocadéro et du 11 novembre, Paris 16e).
De 1996 à 2007, il intègre les équipes du chef Alain Ducasse. Il sera corporate chef durant 14 ans et participera aux projets de l'entreprise :
- Spoon  Paris, Maurice, Londres, Tokyo, St Tropez, Hong Kong, Gstaad, Carthage  ;
- Il Cortile, restaurant 1 étoile de cuisine Italo / Méditerranéenne / Riviera ;
- 59 Poincaré et la Terrasse du Parc - Légumes / Homard / Bœuf / Fruits ;
- Le relais du Parc ;
- Benoit Tokyo ;
- Alain Ducasse at The Dorchester.

### Corfou et ses établissements
En 2008, Frédéric Vardon et ses associés créent Corfou, un fonds d'investissement français spécialisé dans le secteur de la restauration et de la gastronomie. 
En 2010, le restaurant Le 39V Paris ouvre au dernier étage d'un immeuble haussmannien situé au 39 avenue George V à Paris. 
En septembre 2017 le chef inaugure LE 39V Hong Kong, restaurant situé dans le quartier de West Kowloon au 101e étage de la ICC TOWER (International Commerce Center).

### Distinctions
Frédéric Vardon est :
- 1 étoile au guide Michelin France 2012 au restaurant LE 39V Paris ;
- 1 assiette au guide Michelin Hong Kong-Macao 2018 au restaurant LE 39V Hong Kong ;
- membre de l'Académie culinaire de France depuis janvier 2012 ;
- membre référent au Collège culinaire de France depuis 2013 ;
- chevalier de l'Ordre du Mérite agricole promotion 2015 ;
- médaille Grand Vermeil décernée par la ville de Paris en 2016 ;
- champion du monde de l’œuf en meurette en 2019[5].

### Citation
- « La bonne cuisine respecte ceux qui cultivent, sèment, élèvent et récoltent les bons produits issus d'une histoire d'amour entre l'Homme et la nature. »[réf. nécessaire]

## Liens Externes
- Notices d'autorité :   - VIAF
  - ISNI
- Site internet officiel de Frédéric Vardon
- Site internet du restaurant Le 39V à Paris